# 大学与院校共同体
大学与院校共同体（法語：Communautés d’universités et établissements），可缩写为 ComUE，是法国公立科学、文化和专业机构的一种组织方式，于2013年创立，目的是为了合并公立大学其他院校以提升法国高等教育的国际竞争力。大学与院校共同体在2013年前原被称为高等教育研究中心（PRES）。

## 功能
大学与院校共同体是为了使在同一个地区的公立高等院校可以统筹决策自己的教学与研究计划，并以同一所大学的名义计入国际上的大学排名。大学与院校共同体一般以“大学”命名，但实际上与其直接进行教学研究任务的的成员大学不同。

## 代表
于2010年成立的巴黎文理大学是大学与院校共同体的一个代表，其下包括了巴黎数所大学校，近年经常进入国际大学排名的前50。

## 大学与院校共同体列表
- 阿基坦院校联盟
- 勃艮第-弗朗什-孔泰大学
- 布列塔尼-卢瓦尔大学
- 中央-卢瓦尔河谷院校联盟
- 蔚蓝海岸大学
- 格勒诺布尔-阿尔卑斯大学联盟
- 索邦高等工艺学校联盟大学
- 朗格多克-鲁西永大学
- 列奥纳多·达·芬奇联盟大学
- 里尔-北法兰西院校联盟
- 里昂大学
- 诺曼底大学
- 东巴黎大学
- 巴黎卢米埃尔大学
- 巴黎萨克雷大学
- 巴黎-塞纳大学
- 巴黎文理大学
- 巴黎西岱大学
- 图卢兹-南比利牛斯联合大学